# Jean-Marie Cuoq
Jean-Marie Cuoq (Borée, 21 novembre 1967) è un pilota di rally francese.
Dopo essere stato il vincitore della Coppa francese di rally 1998 con una Renault Mégane Maxi si è ripetuto nel 2003 con una Citroën Xsara kit.

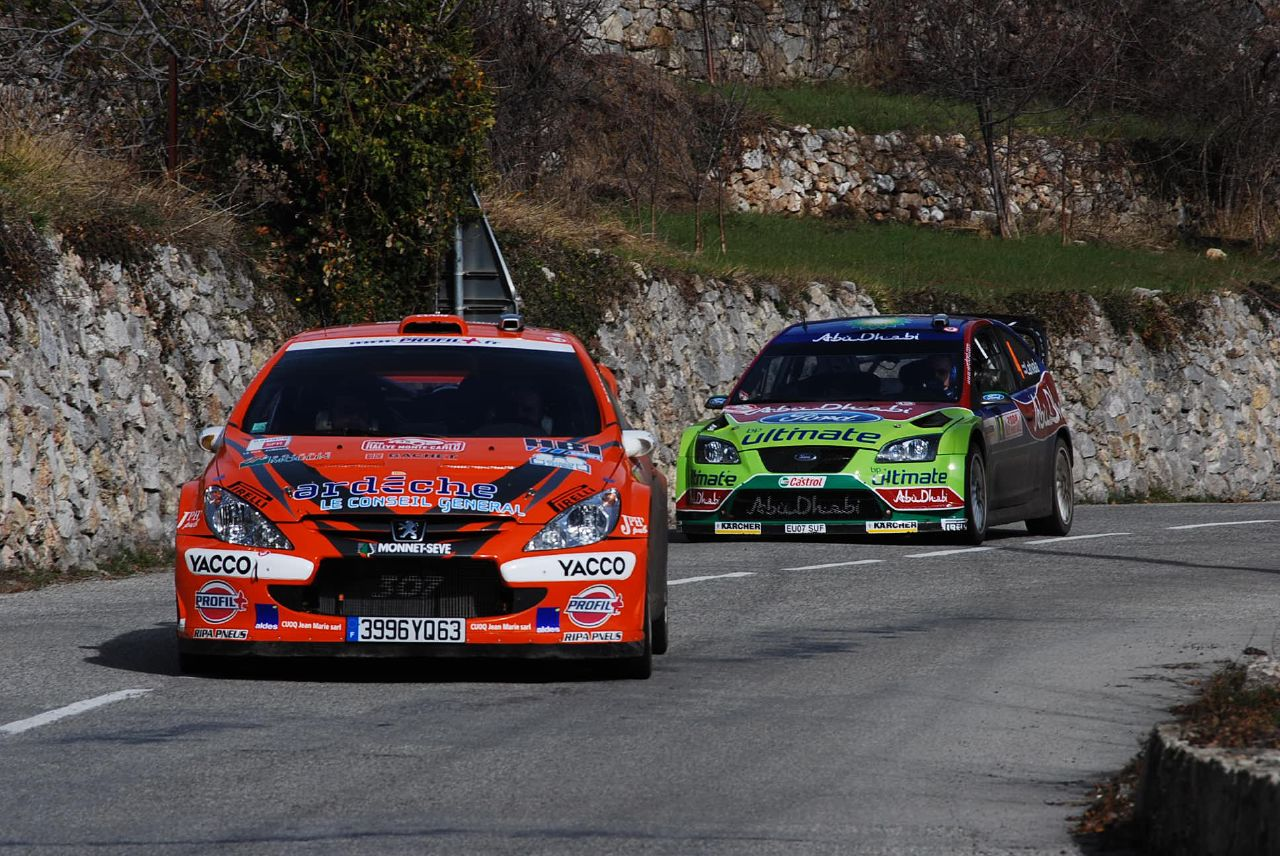
Cuoq al Rally di Montecarlo 2008

Nel 2005 ottiene a bordo di una Peugeot 206 WRC il titolo di campione francese di rally su terra, titolo riconfermato nel 2006 a bordo di una Peugeot 307 WRC.
Nel 2007, sempre a bordo di una Peugeot partecipa al Rally di Montecarlo valevole per il Campionato Mondiale Rally terminando al 9º posto; nello stesso anno partecipa a due campionati francesi rally, asfalto e terra, vincendo il titolo nel primo. Questo titolo gli verrà però revocato per le irregolarità commesse in sede di ricognizione delle gare con l'uso, vietato dalle regole, di radar degli anni precedenti; per queste infrazioni gli verrà comminata una squalifica di 24 mesi.
L'ultima gara a cui ha partecipato prima dell'esclusione dalle competizioni è stata l'edizione 2008 del Rally di Montecarlo.

## Risultati nel WRC
| 2007 | Scuderia | Vettura         |   |  |  |  |  |  |  |  |  |  |  |  |  |  |  |  | Punti | Pos. |
| ---- | -------- | --------------- | - |  |  |  |  |  |  |  |  |  |  |  |  |  |  |  | ----- | ---- |
| 2007 |          | Peugeot 307 WRC | 9 |  |  |  |  |  |  |  |  |  |  |  |  |  |  |  | 0     |      |

| 2008 | Scuderia | Vettura         |   |  |  |  |  |  |  |  |  |  |  |  |  |  |  |  | Punti | Pos. |
| ---- | -------- | --------------- | - |  |  |  |  |  |  |  |  |  |  |  |  |  |  |  | ----- | ---- |
| 2008 |          | Peugeot 307 WRC | 7 |  |  |  |  |  |  |  |  |  |  |  |  |  |  |  | 2     | 17º  |

| 2010 | Scuderia | Vettura         |  |  |  |  |  |     |  |  |  |  |  |  |  |  |  |  | Punti | Pos. |
| ---- | -------- | --------------- |  |  |  |  |  | --- |  |  |  |  |  |  |  |  |  |  | ----- | ---- |
| 2010 |          | Peugeot 307 WRC |  |  |  |  |  | Rit |  |  |  |  |  |  |  |  |  |  | 0     |      |

| Legenda | 1º posto | 2º posto | 3º posto | A punti | Senza punti | Ritirato | Squalificato | NP=Non partito C=Gara cancellata | Apice=Power stage |